# موردان (فاریاب)
موردان، روستایی در دهستان زهمکان هور شهرستان فاریاب در استان کرمان ایران است.

## جمعیت
بر پایه سرشماری عمومی نفوس و مسکن در سال ۱۳۹۵، جمعیت این روستا برابر با ۹۹۰ نفر (۳۰۰ خانوار) بوده‌است.